# 錢錫霖
錢錫霖（1844年—1931年），字澤農，浙江嘉興縣人，監生出身，清朝正二品花翎頂戴，中華民國陸軍少將。妻子為厲大森之女厲梨君，曾赴荷蘭學習指紋學帶回國內。

## 生平
錢錫霖為錢燕桂之子，曾擔任大理寺司務、知府候補等，並與袁世凱等人建立新建陸軍，與張作相等為首批留德學習砲兵技術之軍官。期間擔任新建陸軍左翼步隊把總/千總、前營併右營管帶。亦曾任候補知府與津浦鐵路北段總局測繪提調太守等職務。最後官銜為正二品花翎頂戴分省補用道。
民國後進入警政體系，擔任北京高等偵探處長兼署勤務督察長、北京軍警總稽查等。1913年10月12日授陸軍少將官銜，1914年8月15日至1921年1月11日間任京師警察廳勤務督察長，期間獲得三等嘉禾獎章，亦派充內務部警務會議會員。 1922年錢錫霖二度留德返國，引進德國軍犬訓練體系，創辦警犬學術研究所，開啟了中國軍犬的濫瘍。

## 家族
錢錫霖為錢繆子孫，錢陳群後代，錢應溥之姪。